# Анна Венгерская
Анна Венгерская (венг. Anna magyar hercegnő) (1226 или 1227 – около 1285) – жена князя Ростислава Михайловича, сына Св. Михаила Черниговского, дочь короля Венгрии Белы IV и Марии Ласкарины, галицкая княжна, банеса Мачвы и Славонии.

## Родословная
Представительница династии Арпадов. В семье Белы IV было два сына и восемь дочерей. Наиболее известные из них: Анна, Кунигунда Венгерская (святая Кинга), Йолента (блаж. Иоланда), Елизавета, святая Маргарита (Венгерская), Иштван (Стефан) V, Констанция.
По матери — Марии Ласкарине, была внучкой императора Никеи Феодора I Ласкариса и Анны Ангелины (дочери византийского узурпатора Алексея III Ангела).

## Биография
Князь галицкий и черниговский Ростислав, изгнанный из Галича Даниилом, в поисках поддержки ездил в Венгрию к королю Беле IV, и неудачно сватался к его дочери Анне, после чего вернулся в Чернигов (1241), откуда предпринял два похода против Даниила Галицкого.
После его вторичной попытки через брак с принцессой венгерской получить поддержку Арпадов в борьбе за галицкий стол в 1243 году Бела IV согласился выдать Анну замуж за князя галицкого и черниговского Ростислава Михайловича.
Женившись на Анне Венгерской, Ростислав с помощью тестя и поляков предпринял последнюю попытку овладеть Галичем, закончившуюся поражением в 1245 году.
После разгрома под Ярославом Ростислав с женой укрылся в Венгрии, где получил в держание от тестя банат Славонии, а в 1247 году специально созданный банат Мачва в междуречье Дуная, Дрины, Савы и Моравы со столицей в Белграде.
В середине 1250-х годов он попытался вмешаться во внутренние дела Болгарии, выдав их с Анной дочь, Елизавету, за болгарского царя Михаила I Асеня. После чего, ввиду малолетства царя, начал оказывать влияние на политику Болгарии. Способствовал заключению Регинского мира между Болгарией и Никейской империей.
В 1262 году Анна Венгерская овдовела. Проживала до смерти отца — Белы IV в его владениях. Бела IV в своем завещании поручил правление Анне и её зятю, королю Чехии Оттокару II. Однако власть намеревался взять себе его сын Иштван. Накануне прибытия Иштвана в Эстергом Анна и Оттокар бежали в Прагу. При этом Анна забрала часть королевской сокровищницы и корону святого Иштвана. Иштван так и не смог добиться того, чтобы казна была возвращена в Венгрию.
О дальнейшей судьбе Анны Венгерской достоверных данных нет.

## Дети
В браке с Ростиславом Михайловичем родила детей (Черниговских Рюриковичей):
- Михаил Ростиславич — бан Боснии, был убит в 1270 году
- Агриппина Ростиславна (ум. 1305), в 1265 году вышла замуж за Лешека II Чёрного, одного из польских князей.
- Бела бан Мачвы, был убит в ноябре 1272 года
- Елизавета (Эржебет) Ростиславна (ум. 1272/1298) — трижды была замужем:
  1. Михаил I Асень (ок. 1238 — ок. 1256), царь Болгарии;
  2. Коломан II Асень (ум. ок. 1256), царь Болгарии;
  3. (с 1260) Моиш II Дарои (венг. Moys Daroi) (1210—1280/1281), палатин Венгрии.
- Кунгута (Кунигунда) Ростиславна (1245—1285); была замужем два раза. Мужья:
  1. (с 1261) Пржемысл Оттокар II, король Чехии
  2. (с 1284) Завиш из Фалькенштейна (чеш. Záviš Vitkovc; умер 24.08.1290), чешский аристократ, бургграф Фалькенштейна и Розенберга.